# Liga Mundial de Polo Aquático Masculino de 2009
A Liga Mundial de Polo Aquático Masculino de 2009 foi a oitava edição da Liga Mundial, organizado pela FINA. A Super Final aconteceu em Podgorica, Montenegro, com a vitória da Seleção Montenegrina de Polo Aquático.